# Big Creek, Mississippi
Big Creek là một thành phố thuộc quận Calhoun, tiểu bang Mississippi, Hoa Kỳ. Năm 2010, dân số của thành phố này là 154 người.

## Dân số
- Dân số năm 2000: 127 người.
- Dân số năm 2010: 154 người.